# Abderrahmane Khayati
Abderrahmane Khayati, né le 23 mars 1989, est un footballeur tunisien évoluant au poste de gardien de but.
Il a fait partie de l'équipe de Tunisie olympique.

## Carrière
- novembre 2008-août 2012 : Club africain ( Tunisie)
  - juillet 2011-juin 2012 : Avenir sportif de La Marsa ( Tunisie), prêt
  - août 2012-juin 2013 : Avenir sportif de Gabès ( Tunisie), prêt
- juillet 2013-janvier 2014 : Grombalia Sports ( Tunisie)
- janvier 2014-septembre 2015 : Football Club Hammamet ( Tunisie)
- septembre 2015-décembre 2016 : Club sportif de Korba ( Tunisie)
- décembre 2016-juillet 2017 : Football Club Hammamet ( Tunisie)
- juillet 2017-août 2018 : Étoile olympique de Sidi Bouzid ( Tunisie)

## Palmarès
- Coupe nord-africaine des clubs champions : 2010